# IFA 실드
IFA 실드(IFA Shiled)는 인도 서벵골 주의 축구 행정 기구인 인도 축구 협회(Indian Football Association, IFA)이 주관하는 국제 축구 대회이다. 1893년부터 매년 열리고 있다.

## 경기 결과
| 연도   | 우승                        | 준우승                                |
| ------ | --------------------------- | ------------------------------------- |
| 1893년 | 왕립 아일랜드 소총대        | W.D.R.A.                              |
| 1894년 | 왕립 아일랜드 소총대        | 소총 여단                             |
| 1895년 | 왕립 웨일스 소총대          | 왕립 슈롭셔 경보병 연대               |
| 1896년 | 콜카타 FC                   | 왕립 슈롭셔 경보병 연대               |
| 1897년 | 댈하우지 AC                 | 야포대 31중대                         |
| 1898년 | 글로스터셔 연대             | 근위고지병 42연대                     |
| 1899년 | 사우스랭커셔 연대           | 바락푸르 포병대                       |
| 1900년 | 콜카타 FC                   | 댈하우지 AC                           |
| 1901년 | 왕립 아일랜드 소총대        | 블랙 워치                             |
| 1902년 | 근위고지병 93연대           | 댈하우지 AC                           |
| 1903년 | 콜카타 FC                   | 왕립 스코틀랜드 국경수비대            |
| 1904년 | 콜카타 FC                   | 왕립 왕실 연대                        |
| 1905년 | 댈하우지 AC                 | 콜카타 FC                             |
| 1906년 | 콜카타 FC                   | 하이랜드 경보병연대                   |
| 1907년 | 하이랜드 경보병연대         | 콜카타 FC                             |
| 1908년 | 고든 하이랜더스             | 콜카타 세관                           |
| 1909년 | 고든 하이랜더스             | 콜카타 세관                           |
| 1910년 | 고든 하이랜더스             | 콜카타 FC                             |
| 1911년 | 모훈 바간 AC                | 이스트요크서 연대                     |
| 1912년 | 왕립 아일랜드 소총대        | 블랙 워치                             |
| 1913년 | 왕립 아일랜드 소총대        | 근위고지병 91연대                     |
| 1914년 | 왕립 왕실 연대              | 콜카타 FC                             |
| 1915년 | 콜카타 FC                   | 콜카타 세관                           |
| 1916년 | 노스스테포드셔 연대         | 콜카타 FC                             |
| 1917년 | 미들섹스 10중대             | 브렉노크셔 연대                       |
| 1918년 | 예비역 대대                 | 통신 기관창                           |
| 1919년 | 브렉노크셔 1대대            | 콜카타 FC                             |
| 1920년 | 블랙 워치                   | 쿠마르툴리                            |
| 1921년 | 블랙노크셔 3대대            | 이스트요크서 연대                     |
| 1922년 | 콜카타 FC                   | 댈하우지 AC                           |
| 1923년 | 콜카타 FC                   | 모훈 바간 AC                          |
| 1924년 | 콜카타 FC                   | REA 23여단                            |
| 1925년 | RS 소총수 2연대             | 체셔 중대                             |
| 1926년 | 셔우드 포레스터스           | 체셔 중대                             |
| 1927년 | 셔우드 포레스터스           | 댈하우지 AC                           |
| 1928년 | 셔우드 포레스터스           | 댈하우지 AC                           |
| 1929년 | 왕립 얼스터 소총 2중대      | 랑군 세관                             |
| 1930년 | 시포스 하이랜더스           | 왕립 왕실 연대                        |
| 1931년 | 하이랜드 경보병연대         | 더럼 경보병연대                       |
| 1932년 | 에섹스 중대 2대대           | 시포스 하이랜더스                     |
| 1933년 | 콘월 공작 경보병연대        | 왕립 소총부대                         |
| 1934년 | KRR                         | 더럼 경보병연대                       |
| 1935년 | 이스트요크셔 중대           | 왕립 왕실 연대                        |
| 1936년 | 모하메단 SC                 | 콜카타 FC                             |
| 1937년 | 소방대 6중대                | 경찰 AC                               |
| 1938년 | 이스트요크셔 중대           | 모하메단 SC                           |
| 1939년 | 경찰 AC                     | 콜카타 세관                           |
| 1940년 | 아라얀 FC                   | 모훈 바간 AC                          |
| 1941년 | 모하메단 SC                 | 왕립 스코틀랜드 국경수비대            |
| 1942년 | 모하메단 SC                 | 이스트 벵골 FC                        |
| 1943년 | 이스트 벵골 FC              | 경찰 AC                               |
| 1944년 | 동벵골 철도                 | 이스트 벵골 FC                        |
| 1945년 | 이스트 벵골 FC              | 모훈 바간 AC                          |
| 1947년 | 모훈 바간 AC                | 이스트 벵골 FC                        |
| 1948년 | 모훈 바간 AC                | 비하웨니포어 FC                       |
| 1949년 | 이스트 벵골 FC              | 모훈 바간 AC                          |
| 1950년 | 이스트 벵골 FC              | SSCB                                  |
| 1951년 | 이스트 벵골 FC              | 모훈 바간 AC                          |
| 1952년 | 모훈 바간 AC                | 라자스탄 클럽                         |
| 1953년 | 인도 컬쳐 리그              | 이스트 벵골 FC                        |
| 1954년 | 모훈 바간 AC                | 하이데라바드 스포르팅                 |
| 1955년 | 라자스탄 클럽               | 아르얀 FC                             |
| 1956년 | 모훈 바간 AC                | 아르얀 FC                             |
| 1957년 | 모하메단 SC 이스트 벵골 FC  | 빈칸                                  |
| 1958년 | 이스트 벵골 FC              | 모훈 바간 AC                          |
| 1960년 | 모훈 바간 AC                | 인도 해군                             |
| 1961년 | 이스트 벵골 FC 모훈 바간 AC | 빈칸                                  |
| 1962년 | 모훈 바간 AC                | 하이데라바드 선발팀                   |
| 1963년 | 벵골 나그푸르 철도          | 모하메단 SC                           |
| 1964년 | 모훈 바간 AC                | 이스트 벵골 FC                        |
| 1965년 | 이스트 벵골 FC              | 모훈 바간 AC                          |
| 1966년 | 이스트 벵골 FC              | 벵골 나그푸르 철도                    |
| 1967년 | 이스트 벵골 FC              | 모훈 바간 AC                          |
| 1969년 | 모훈 바간 AC                | 이스트 벵골 FC                        |
| 1970년 | 이스트 벵골 FC              | 파스 테헤란 FC                        |
| 1971년 | 모하메단 SC                 | 톨리건지 아라가미 FC                  |
| 1972년 | 이스트 벵골 FC              | 모훈 바간 AC                          |
| 1973년 | 이스트 벵골 FC              | 평양시체육단                          |
| 1974년 | 이스트 벵골 FC              | 모훈 바간 AC                          |
| 1975년 | 이스트 벵골 FC              | 모훈 바간 AC                          |
| 1976년 | 이스트 벵골 FC 모훈 바간 AC | 빈칸                                  |
| 1977년 | 모훈 바간 AC                | 이스트 벵골 FC                        |
| 1978년 | 모훈 바간 AC                | FC 아라라트 예레반                    |
| 1979년 | 모훈 바간 AC                | 이스트 벵골 FC                        |
| 1980년 | 이스트 벵골 FC              | 파스 테헤란 FC                        |
| 1981년 | 이스트 벵골 FC 모훈 바간 AC | 빈칸                                  |
| 1982년 | 모훈 바간 AC                | 모하메단 SC                           |
| 1983년 | 이스트 벵골 FC              | 아르얀 FC                             |
| 1984년 | 이스트 벵골 FC              | 모훈 바간 AC                          |
| 1985년 | 페냐롤                      | FC 샤흐타르 도네츠크                  |
| 1986년 | 이스트 벵골 FC              | 모훈 바간 AC                          |
| 1987년 | 모훈 바간 AC                | 펀자브 폴리스                         |
| 1989년 | 모훈 바간 AC                | 타타 축구 아카데미                    |
| 1990년 | 이스트 벵골 FC              | 모하메단 SC                           |
| 1991년 | 이스트 벵골 FC              | 인도 육군 선발                        |
| 1992년 | 모훈 바간 AC                | 모하메단 SC                           |
| 1993년 | FC 파흐타코르 타슈켄트      | FC 이르티시 파블로다르                |
| 1994년 | 이스트 벵골 FC              | 모훈 바간 AC                          |
| 1995년 | 이스트 벵골 FC              | 다카 모헤메단 SC                      |
| 1996년 | JCT FC                      | 알카르흐 SC                           |
| 1997년 | 이스트 벵골 FC              | FC 코친                               |
| 1998년 | 모훈 바간 AC                | 이스트 벵골 FC                        |
| 1999년 | 모훈 바간 AC                | 톨리건지 아라가미 FC                  |
| 2000년 | 이스트 벵골 FC              | 모훈 바간 AC                          |
| 2001년 | 이스트 벵골 FC              | SE 파우메이라스 B                     |
| 2002년 | 모훈 바간 AC                | 처칠 브라더스 SC                      |
| 2003년 | 모훈 바간 AC                | 이스트 벵골 FC                        |
| 2004년 | 미얀마 FR FC                | 모훈 바간 AC                          |
| 2005년 | FC 바이에른 뮌헨 II         | 유나이티드 SC                         |
| 2006년 | 마힌드라 유나이티드         | 모훈 바간 AC                          |
| 2008년 | 마힌드라 유나이티드         | 산토스 FC                             |
| 2009년 | 처칠 브라더스 SC            | 모훈 바간 AC                          |
| 2011년 | 처칠 브라더스 SC            | 모훈 바간 AC                          |
| 2012년 | 이스트 벵골 FC              | 유나이티드 SC                         |
| 2013년 | 유나이티드 SC               | 이스트 벵골 FC                        |
| 2014년 | 모하메단 SC                 | 셰이크 자말 단몬디 클럽               |
| 2015년 | 유나이티드 SC U-19          | 이스트 벵골 FC U-19                   |
| 2016년 | 타타 축구 아카데미          | 전인도 축구 연맹 엘리트 아카데미 U-19 |
| 2017년 | FC 푸네 시티 U-19           | 모훈 바간 AC 아카데미                 |
| 2018년 | 이스트 벵골 FC U-19         | 모훈 바간 AC U-19                     |

## 같이 보기
- 네루컵 국제축구대회
- 킹스컵 국제축구대회
- 메르데카 국제축구대회
- 자카르타 기념 국제축구대회
- 머라이언컵 국제축구대회